# 沈昌煥
沈昌煥（1913年10月16日—1998年7月2日），祖籍江苏苏州吴县，生于江苏嘉定，中華民國政治人物，著名外交官，曾任外交部長，有「外交教父」之稱。但也由於1971年中華民國退出聯合國，使其自1972年第二次擔任外交部长任内以來因各國一中政策共有29國相繼斷交，而成为任內斷交國数量最多的中华民国外交部長。

## 經歷
早年曾任行政院新聞局局長，後曾兩度出任外交部長，並擔任過駐教廷與駐泰國大使，後任總統府秘書長，主導掌握中華民國外交系統將近30年，有「外交教父」之稱。由於政治立場與時任總統的李登輝不合，解職後轉任總統府資政，1998年過世，享壽84歲。

## 家庭
- 妻：黎佩蘭，即黎民偉長女。
- 子：沈大川
- 岳父：黎民偉，人称「中國電影之父」。
- 外甥女：黎姿，香港影星。
- 小姨：黎宣（黎萱），香港甘草演員。

## 政治立場
沈昌煥與蔣家關係良好，被視為是「夫人派」、「官邸派」的外交官員，也因此不論是擔任外交部長或是卸職轉任其他職務，皆能一手主導中華民國的外交系統與外交事務，前後長達將近30年，因此得到「外交教父」之別稱。
沈昌煥堅持「漢賊不兩立」的態度，強硬反對與所有共產國家及中华人民共和国進行任何交流接觸。堅守中華民國唯代表中國唯一合法政府的立場，並以此為外交國策，也使得1970、80年代的中華民國外交關係呈現低迷狀態。最後由於與時任總統的李登輝及主流意見不合，總統府秘書長職務遭到解除，轉任資政，結束長期在外交部門的服務。
中華民國參謀總長郝柏村於1988年3月2日表示「沈昌煥對所謂大陸政策持極審慎態度，謂千萬不可陷入中共統戰陷阱，應堅拒三通，他對大陸熱感到憂心，會嚴重影響國家安全。」8月3日另表示「沈昌煥發言：中共終必以消滅我為不變陰謀。」1989年1月1日又表示「沈昌煥對於大陸開放的政策不以為然，覺得大陸熱太過火了，他仍將秉持信念，運用影響力，適時煞車。」

## 第一任外交部長期間

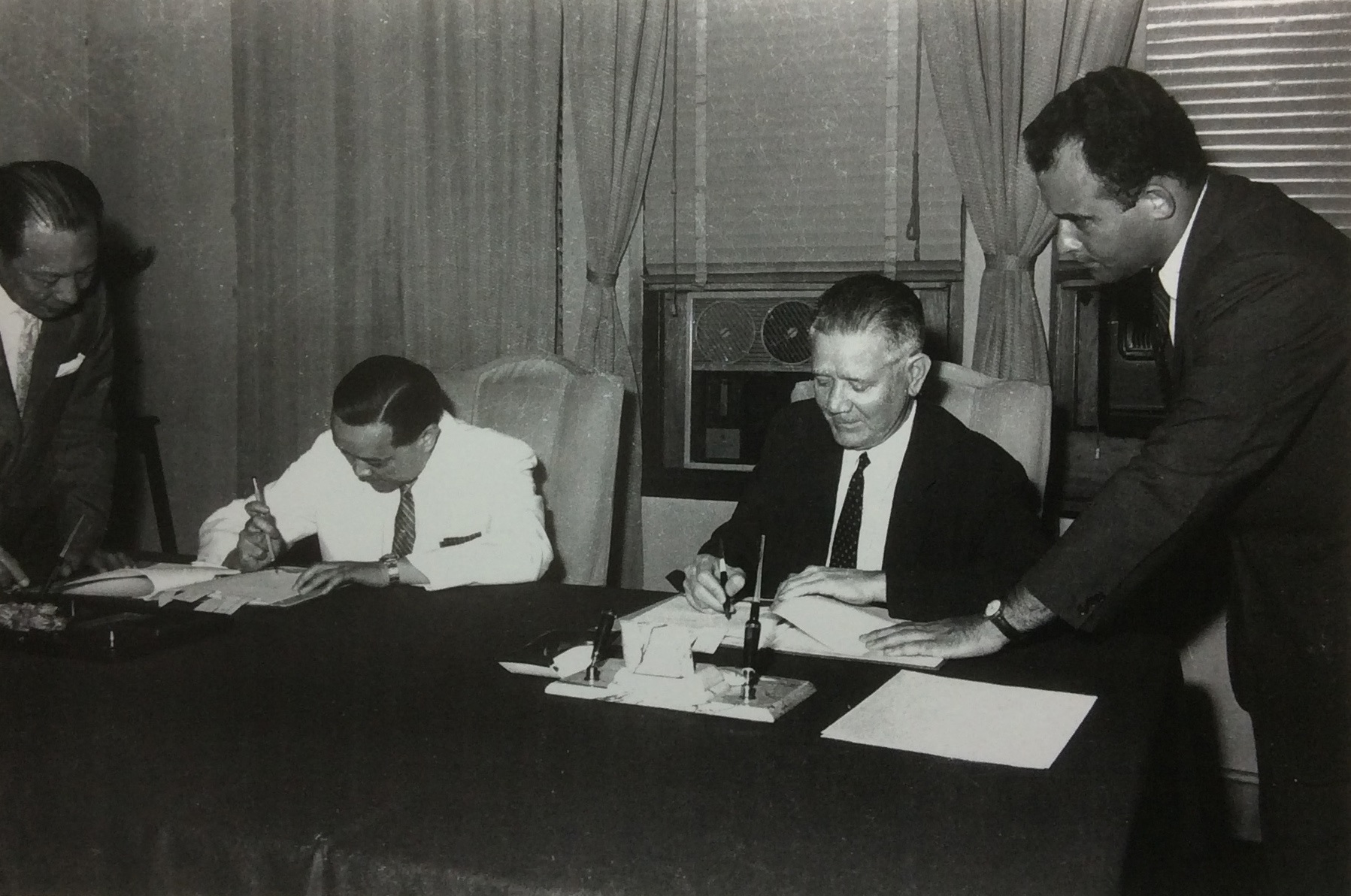
沈昌煥（左）於外長任內與美國大使莊萊德（右）簽署農產品銷售協定，1960年8月30日

1960年沈昌煥第一次出任外交部長，在當時冷戰的大環境下，美國在東亞持續強而有力的支持中華民國政府，時中華民國的外交情勢尚稱平穩。任內亦曾有多位外國重要友邦元首訪華，包括美國總統艾森豪、泰王拉瑪九世等等，是中華民國政府遷臺後外交最風光的時期。而沈昌煥可靠的堅定立場與蔣家的親近關係，使得中華民國的外交政策逐漸由沈昌煥一手主導，鞏固強化了以反共國策為原則的對外政策。然而任內並非皆為順遂之事，如1964年對法斷交，巴黎與北京關係正常化；美國宣佈停止多年的美援，使當時各項建設發展失去一定的資金支持等。
1966年部長職任滿轉任駐教廷大使。

## 駐外大使任內

### 駐泰國大使
1969年沈昌煥調任駐泰國大使，在大使任內，泰國对两岸政策立場不定，泰國華僑界形勢不安，沈曾多次召集會議，進行穩定士氣。為鞏固邦交關係，上任即邀蔣經國先生訪問泰國，竭力呈請政府捐贈亞洲理工學院研究基金，以爭取成為該學院董事，台灣每年可選派在職人員及學者前往攻讀碩士或博士。此一方案不僅敦睦了兩國邦誼，也造就了不少台灣經貿科技人才，對日後台灣經濟起飛，也發揮了一些作用。後又與泰國軍方合作協助推行泰王山地計劃，成效卓著。此計劃執行至今仍未停止，對後來中止外交關係情況下，甚多政要訪泰，包括李登輝以總統地位赴泰國，均受到泰王接見禮遇。沈昌煥在任內確實有所穩定了與泰國的邦交關係。

## 1971年聯合國大會
自從1949年之後，中國在聯合國的代表席次問題就一直是被討論的議題。由於美國支持中華民國的立場使台北多年來得以保住在聯合國的席次，然而支持中华人民共和国的聲音一直不絕於耳。1960年代之後，亞非新興独立國家大量出現，中华人民共和国給予大量的支援，換取他們在聯合國對其的支持，为此美國改以將北京入會為「重要問題」的方法來加以阻止，然而自1961年英法在非洲的前殖民地紛紛獨立後，北京在聯合國的得票是一年比一年增加，期間英美等皆曾促蔣中正考慮其所提之「雙重代表權」方案，終致1970年時首次出現贊成票多過反對票的情況。
1971年聯合國大會召開前夕，由於美國預估重要問題無法成案，直言宜取雙重代表權的方法，試圖讓北京入會的同時，可以保住台北的席次。而此一議案本來經過多次談判，新起外交人員錢復等正候蔣中正的首肯時，沈昌煥面見蔣介石強力反對雙重代表權一案，並同蔣夫人宋美齡向蔣堅持「漢賊不兩立」的外交原則，使台北在公開場合猶宣達死守不讓步的立場，對於雙重代表權一案表達「最強烈的反對」，而中共方面亦不樂見台北方面留於聯合國。儘管親中華民國的沙烏地阿拉伯支持雙重代表權案，但最後在1971年聯合國大會的相關投票顯見失利的前一刻，中華民國宣布退出聯合國，中华人民共和国随即取得聯合國的「中国」席位。
日後此事使得沈昌煥受到責難，有觀點認為當年雙重代表案有望成案，但沈昌煥持強硬態度的結果，使得台北代表以「安理會常任理事國」之姿被聯合國大會所逐出，影響日後中華民國外交甚鉅。另一外交官陸以正為此事辯駁，他表示即使當年真的通過雙重代表權一案，北京必不接受，一定會等到台北不在聯合國內，他們才進去，所以離開聯合國是早晚的問題。然而錢復指出，各國對於1971年投票時所持的態度正是尋求一種和解；若是當年中華民國保有「普通會員國」的資格，日後在台灣的中華民國政府也毋庸尋求重返或加入聯合國，爭議即可告一段落。

## 第二任外交部長期間
1971年聯合國大會之後，時任外交部長周書楷的聲望一落千丈，隔年行政院內閣改組，蔣經國出任行政院長，與蔣家關係深厚的沈昌煥第二度出任外交部長，頗有整頓外交系統的意味在。
然而沈再次出任部長並不如第一任時順利，由於已經失去聯合國代表權，台北的國際地位大幅滑落，東亞情勢丕變。沈昌煥却依然堅守蔣介石的漢賊不兩立立場，於是眾多中華民國原本的邦交國被迫表態選邊站，在國際情勢衡量下，絕大多數國家選擇與北京建交，結果1972年創下與29個國家斷交的紀錄。眾斷交國之中，尤以日本為最具代表，由於日本與中華民國和台灣複雜的政治歷史關係，日本宣佈與北京建交時，引起台北方面強烈反彈，民間更是爆發多起大規模反日抗議衝突。
而與美國關係上也發生重大變化，1972年美國總統尼克森訪問中國大陸，與北京當局簽下「上海公報」，重傷台北與華盛頓的關係。兩岸之間的情勢也隨之變化，隨後繼任美國總統的杰拉尔德·福特也訪問中國大陸，華盛頓與北京的關係正常化已經無可避免。1978年12月16日美國總統吉米·卡特正式宣佈與台北斷交，沈昌煥無力回天，只得宣佈辭職。

## 晚年
晚年出任總統府秘書長，除深受蔣經國重用，更是國民黨內保守派大將，然而在面對要求解除戒嚴、開放中央民代全面普選、開放大陸探親等議題全部持反對態度，與社會主流意見及蔣經國的態度日益脫節，因而挨批「冥頑不靈」、「死守過去」、「不知變通」。
1988年連戰出任外交部長，一上任即促成「蘇聯貿易訪問團」成行。訪蘇是台灣經貿外交的一大突破，但這項大膽的外交行動由於事先未按過去的常例徵詢沈昌煥的意見，在決策定案之後，又不理會沈的勸阻，引起沈昌煥的恐慌和不滿。於是，沈昌煥便在國民黨中常會中大舉反攻，手拿《蘇俄在中國》一書痛斥「訪蘇團」的成行，結果被李登輝順水推舟地解除其總統府秘書長的職務，轉任總統府資政，結束了外交上近30年的「沈昌煥時代」。
轉任資政後，多所賦閒，偶爾出席一些活動，1998年7月2日過世。

## 荣誉

### 外国勋章奖章
- 白象勳章（泰國，1963年7月1日公布[7]）
- 天主教伊莎贝尔女王大十字勋章（西班牙语：Orden de Isabel la Católica）（西班牙，1965年2月23日批准[8]）